# 琴塚古墳

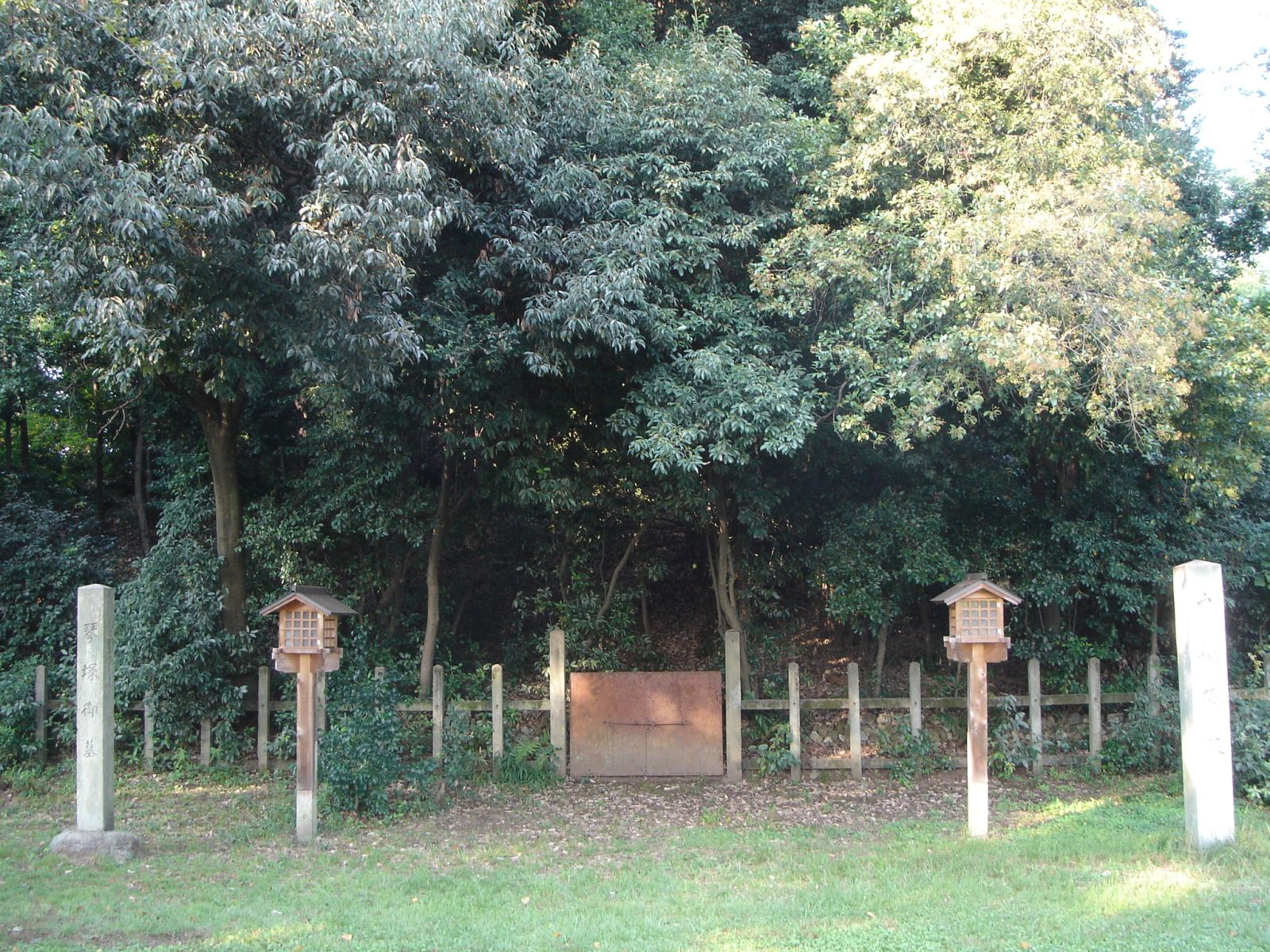
古墳の南側

琴塚古墳（ことづかこふん）は、岐阜県岐阜市にある前方後円墳。岐阜県内では3番目の大きさである（1位は大垣市の昼飯大塚古墳）。5世紀頃の古墳である。1934年（昭和9年）8月9日、国の史跡に指定されている。
被葬者は景行天皇の后、五十琴姫命と伝えられ、琴塚の名もこれに由来する。

## 概要
長良川南岸の岐阜市から各務原市にかけての地域に、柄山古墳（全長91メートル）、南塚古墳（全長65.6メートル、消滅）土山古墳（全長58メートル、消滅）などの前方後円墳、円墳で形成された琴塚古墳群が所在した。
本古墳は、この古墳群中の1基であり、岐阜市東部、金華山の南東に広がる低位台地の東端に位置する。二重の濠をもち、現在知られている古墳のうちでは県内第3位の規模である。現在は外濠は埋め立てられており、北西と東側に痕跡は残っている。内濠は築造時のままである。未発掘のため内部構造は不明である。墳丘は三段築成、葺石、円筒埴輪をもつ。墳丘の両側に造り出しが対称に設けられている。定型化が進んだきわめて整った形をしている。

## 構造
- 墳形：前方後円墳（葺石・埴輪も残る）
- 規模
  - 全長：約115メートル（外濠を含めた古墳全長は194メートル）
  - 後円部径：69メートル、後円部高さ　10.5メートル
  - 前方部幅：74.2メートル、前方部高さ　7.5メートル
  - 内濠幅：18～20メートル、外濠幅　7.2メートル、内堤の平均幅　14.5メートル
- 主な出土品
  - 埴輪、勾玉、銅鏡、石槍、鏃など

## 所在地
- 岐阜県岐阜市琴塚3-5-37

## 交通アクセス

### 最寄りバス停
- 岐阜バス・岐阜関線、大洞団地線など 「琴塚」バス停から東へ徒歩で約4分。
- 同 尾崎団地線 「佐兵衛新田」バス停から北へ徒歩で約4分。
- 長森ふれあいバス(岐阜市コミュニティバス) 「新田公民館前」バス停から東へ徒歩で約1分。

### JR岐阜駅からのアクセス
- JR岐阜駅バスターミナル・14番のりばから、系統番号がB60以上のバスに乗車し、「琴塚」バス停で下車。
- JR岐阜駅バスターミナル・15番のりばから、B55～B59のバスに乗車し、「佐兵衛新田」バス停で下車。

### 名鉄岐阜駅からのアクセス
- 岐阜バスターミナル・Dのりば または 名鉄岐阜のりば・4番のりばから、B60以上のバスに乗車し、「琴塚」バス停で下車。
- 名鉄岐阜のりば・4番のりばから、B55～B59のバスに乗車し、「佐兵衛新田」バス停で下車。